# Édouard Nzambimana
Édouard Nzambimana (ur. 20 grudnia 1945 w Mantanie, zm. w pierwszej połowie września 2015) – burundyjski polityk, wojskowy i menedżer, czterokrotny minister, w latach 1976–1978 premier Burundi.

## Życiorys
Należał do grupy etnicznej Tutsi. Po ukończeniu szkoły podstawowej w 1971 został absolwentem Królewskiej Szkoły Militarnej w Brukseli i awansował do stopnia majora. 13 marca 1974 powołany dekretem prezydenta Michela Micombero na stanowisko ministra robót publicznych, transportu i wyposażenia.
W listopadzie 1976 brał udział w zamachu stanu Jean-Baptiste'a Bagazy, który obalił Micombero; znalazł się w radzie rewolucyjnej i jej komitecie wykonawczym. 12 listopada został premierem, tego dnia awansowano go również na podpułkownika. W tym samym roku objął także stanowisko ministra planowania, a 31 maja 1978 – ministra rolnictwa, inwentarza i rozwoju wsi. 13 października 1978 stanowisko szefa rządu uległo likwidacji. Nzambimana pozostał w rządzie do 1982 jako szef resortu dyplomacji.
Po 1982 odszedł z polityki i pracował jako architekt. Założył firmę ERCOIL zajmującą się wydobyciem i eksportem produktów ropopochodnych, został także szefem koncernu ubezpieczeniowego.
Pochowano go 16 września 2015.

## Życie prywatne
Doczekał się szóstki dzieci i piętnastki wnuków.